# Emberizoides duidae
Az Emberizoides duidae  a madarak osztályának verébalakúak (Passeriformes) rendjébe és a tangarafélék (Thraupidae) családjába tartozó  faj.

## Rendszerezése
A fajt Frank Chapman amerikai ornitológus írta le 1929-ben.

## Előfordulása
Venezuela területén honos. Természetes élőhelyei a szubtrópusi és trópusi száraz szavannák. Állandó, nem vonuló faj.

## Megjelenése
Testhossza 22 centiméter.

## Természetvédelmi helyzete
Az elterjedési területe kicsi, egyedszáma ismeretlen, csak az 1928/1929-ben és az 1950-es években gyűjtött példányokból ismert. A Természetvédelmi Világszövetség Vörös listáján adathiányos fajként szerepel.